# Gynacantha risi
Gynacantha risi är en trollsländeart som beskrevs av Harry Hyde Laidlaw, Jr. 1931. Gynacantha risi ingår i släktet Gynacantha och familjen mosaiktrollsländor. Inga underarter finns listade i Catalogue of Life.